# Orio Odori
Orio Odori (Figline Valdarno, 8 maggio 1959) è un direttore di banda e compositore italiano.

## Biografia
Diplomato in clarinetto nel 1979 al Conservatorio di Firenze, collabora per alcuni anni con le orchestre del Teatro Comunale di Firenze e del Teatro del Giglio di Lucca.
Dal 1985 dirige la Filarmonica “G. Verdi” di Loro Ciuffenna, con la quale ottiene il primo premio al concorso nazionale per bande “Città di Scandicci” per due edizioni consecutive (1997 e 1999). Nel 2000 ottiene il primo premio nel concorso nazionale bandistico a Cascina (PI) con la Filarmonica “G. Verdi” di Terranuova Bracciolini.
Nel 1990 inizia a collaborare con l’etichetta discografica indipendente Materiali Sonori.
Nel 1991 fonda il gruppo di musica da camera Harmonia Ensemble, vantando tra l’altro collaborazioni con Roger Eno, Gavin Bryars, Stefano Bollani, Kocani Orkestar. La formazione, a cui si aggiunge successivamente Paolo Corsi (percussioni), propone un repertorio eclettico, che spazia dalla musica contemporanea a quella popolare con contaminazioni etniche, dal jazz fino a brani originali.
Nel 2001 Orio Odori e Giampiero Bigazzi fondano La Banda Improvvisa, progetto che coinvolge la Filarmonica “G. Verdi” di Loro Ciuffenna. Si tratta di un laboratorio musicale basato su musiche originali composte da Odori, volto a rinnovare il repertorio bandistico attraverso l'incontro con forme e generi musicali diversi (musica balcanica, musica contemporanea, musica popolare italiana, jazz, etc.), trasformando la tradizionale "banda di paese" in una grande orchestra popolare, che ha riscosso un discreto successo di pubblico e critica, con collaborazioni importanti, tra cui quelle con Alessandro Benvenuti, Carlo Monni, Daniele Sepe, Auli Kokko, Arturo Stalteri, Enrico Fink, Antonio Gabellini, Blaine L. Reininger, Bandabardò, Kocani Orkestar, la Banda Municipale di Santiago de Cuba, Quartetto Euphoria, Ivo Papasov, Adam Simmons.
Nel 2003 la Grand Orchestre d’Harmonie de la Musique Royale des Guides (Belgio) commissiona a Odori un brano, che viene eseguito al Palais des Beaux-Arts di Bruxelles l’11 novembre 2003.
Nel 2004 il brano “Il bruco”, composto da Odori e tratto dal disco “Pratomagno Social Club” de La Banda Improvvisa, viene utilizzato per lo spot del programma televisivo “Excalibur” condotto da Antonio Socci e trasmesso su Rai 2. Per la sigla del programma viene invece scelto il brano “Circe”, sempre composto da Odori e tratto dal disco “Pratomagno Social Club”.
Nel 2006 la Regione Toscana commissiona a Odori l’opera lirica “Francesco”, incentrata sulla vita di San Francesco d’Assisi, su libretto di Daniele Bacci e per la regia di Manu Lalli, prodotta dal gruppo teatrale Venti Lucenti. La prima dell’opera è avvenuta il 21 aprile 2006 presso il Teatro Comunale Garibaldi di Figline Valdarno (FI), con il baritono Juan Possidente nel ruolo del titolo e il soprano Patrizia Cigna nella parte di Chiara d'Assisi; sul podio, a dirigere il Coro del Teatro Garibaldi e l'Ensemble San Francesco, lo stesso compositore Orio Odori. Successivamente ci sono state rappresentazioni in vari teatri, tra cui il Teatro Verdi di Firenze, e nella cittadina campana di Scala nell'ambito della manifestazione "Scala incontra New York". Ottiene in seguito il Premio exAEQUO per le pratiche interculturali della Regione Toscana.
Nel 2008 compone la colonna sonora di un documentario dedicato alla memoria dell’artista toscano Lorenzo Bonechi, suo concittadino. Da tale esperienza sono stati pubblicati un disco e un DVD video.

## Discografia parziale

### Orio Odori
- 1998 - "Labirinto (Mediterranean Contemporary Music)" (Kikko Music)
- 2008 - "Poema in cinque parti per Lorenzo Bonechi" (Associazione Culturale Kaleidos)
- 2012 -  "La mia banda" (Materiali Sonori) con la Filarmonica “G. Verdi” di Loro Ciuffenna
- 2016 - "Rapsodia Toscana" (Notamusic)
- 2023 - "Silvana" (Materiali Sonori)

### Con Harmonia Ensemble
- 1992 - "Nino Rota" (Materiali Sonori)
- 1993 - (con Roger Eno) "In a Room" (Materiali Sonori)
- 1994 - "Harmonia Meets Zappa" (Materiali Sonori)
- 1994 - (musiche di Roger Eno) "Classical Music For Those With No Memory" (Materiali Sonori)
- 1996 - "Events Line" (Materiali Sonori)
- 1997 - Paolo Lotti e Harmonia Ensemble - "Hendrix" (Materiali Sonori)
- 1999 - (musiche di Gavin Bryars) "The North Shore - Intermezzo - Allegrasco" (Materiali Sonori)
- 2001 - "Fellini: l’uomo dei sogni" (Materiali Sonori)
- 2001 - (raccolta) "Gypsies" (Materiali Sonori)
- 2002 - (con Kocani Orkestar) "Ulixes" (Materiali Sonori)
- 2008 - "D.D.E.E. Dieci Danze Erotiche Eretiche" (Materiali Sonori)
- 2017 - "Yellow Penguin" (Digale Materiali Sonori)
- 2023 - "I sogni di Federico" (Materiali Sonori)

### Con La Banda Improvvisa
- 2003 - "Pratomagno Social Club" (Materiali Sonori)
- 2005 - (con Daniele Sepe e Auli Kokko) "Lesamoré" (Materiali Sonori)
- 2006 - (con Alessandro Benvenuti) "Benvenuti... all'improvvisa!" (Materiali Sonori)
- 2007 - (con Alessandro Benvenuti e Quartetto Euphoria) "Due Cavalli Passpartout - il giro del mondo in 2cv" (DVD Citroën Italia)
- 2014 - "Progressivo (live)" (Materiali Sonori)

### Varie
- 1992 - Arturo Stalteri - "Syriarise" (Materiali Sonori)
- 1994 - Arlo Bigazzi - "Polvere nella mente" (Materiali Sonori)
- 2002 - Keen-O (are Pier Luigi Andreoni, Arlo Bigazzi, Roger Eno, Blaine L. Reininger) - "Nobody Knows How And Why" (Materiali Sonori)
- 2009 - (con Carlo Monni, Arlo Bigazzi, Giampiero Bigazzi) "Nottecampana" (Materiali Sonori)
- 2013 - Cantierranti "Senza padrone" (DVD Materiali Sonori)